# Jacqueline Bret-André
Jacqueline Bretegnier, dite Jacqueline Bret-André, née le 19 juin 1904 à Belfort et morte le 27 février 2006 à Laudun, fut une artiste peintre et conservatrice de musée.

## Biographie
Née sous le nom de Jacqueline Bretegnier à Belfort, son père Édouard, d'origine franc-comtoise, était électricien chez Alsthom, et son grand-père, pasteur. Sa mère, originaire d'Hérimoncourt, s'appelait Catherine Suzanne Megnin.
À l'âge de 20 ans, en 1924, Jacqueline fit la rencontre de l'artiste Marguerite Cornillac dite « Maleck » pour qui elle travailla comme apprentie dans son atelier parisien de peinture sur étoffe pour le théâtre. C'est ainsi qu'elle rencontra le peintre Albert André, le mari de Maleck. « Je passais vite des raies et pois aux fleurs et composition diverses, puis aux maquettes de costumes et rideaux de scène. En même temps, la provinciale que j'étais se parisianisait et l'admiration respectueuse que j'avais pour les Albert André se transforma en solide affection. Eux-mêmes me considérèrent très rapidement comme leur fille et m'incitèrent à vivre avec eux. » L'année suivante, Jacqueline Bretegnier s'installa donc dans l'appartement parisien des André, boulevard de Rochechouart, partageant la vie du couple. « Elle s'inscrit dans l'important cercle d'amis que compte le couple, dans lequel figurent de nombreux peintres, critiques d'art et compositeurs. Occupant une place, quasi égérie, elle restera le modèle favori mais aussi le plus complice d'Albert André ».
En 1946, les André, installés dans la maison paternelle d'Albert à Laudun (Gard), étant sans enfant, décidèrent, en accord avec les Bretegnier, les parents biologiques de Jacqueline, de l'adopter après une vingtaine d'années d'existence partagée : elle prit alors le nom de Jacqueline Bretegnier-André,. « Comme eux, elle peignait et dessinait ; comme lui, elle s'occupait du musée de peinture de Bagnols-sur-Cèze. Les André vieillissaient et elle s'occupa d'eux avec un dévouement sans faille. Ce furent des années intenses, de communion, quoique difficiles car elle avait bien conscience de se priver de sa jeunesse. »
Le décès d'Albert André, le 11 juillet 1954, survenu deux ans et demi après celui de Maleck, le 23 janvier 1952, laissa Jacqueline, selon ses propres mots, « seule et assez désemparée. Il me fallut bien reprendre le dessus assez vite, et c'est donc grâce au musée (de Bagnols-sur-Cèze) qu'on ne pouvait abandonner. Le maire de l'époque, M. Boulot, et le docteur Joseph Arène, président du conseil administratif du musée, me poussèrent à continuer l'œuvre d'Albert André ». En 1957, Jacqueline devint donc conservatrice du musée de Bagnols-sur-Cèze, succédant en cela à son père adoptif. « Elle se fixa comme ligne de conduite : faire connaître l'œuvre d'Albert André, en sauver une partie essentielle, celle que l'artiste avait gardée pour lui, et la transmettre. »
Entre 1955 et 1958, les salles du musée furent restaurées grâce à la municipalité et l'aide de l'État. Jacqueline prit des dispositions dans l'installation des œuvres de la collection Albert André. Elle réserva une grande pièce aux peintres impressionnistes, postimpressionnistes et aux Nabis, une autre à Albert-André, une salle consacrée aux amis de ce dernier ayant participé au Salon d'automne, une autre à l'école lyonnaise du XIXe siècle (les André étaient tous deux d'origine lyonnaise), et deux salles consacrées à la jeune peinture provenant de dons de peintres amis de George Besson, collectionneur et critique d'art : Guy Bardone, René Genis, Paul Guiramand, Paul Collomb, René Aberlenc, Bernard Lorjou, Paul Petit, Michel Rodde, Pierre Lesieur. De tous ces peintres, Jacqueline dit qu'ils « étaient tous marqués par l'esprit de recherche propre à notre époque d'individualisme ».
En 1964, elle fonda l'Association des amis du musée de Bagnols-sur-Cèze sur les conseils de George Besson. Parallèlement à son travail de conservatrice, elle transforma l'aménagement intérieur de la maison de Laudun qu'elle avait reçue en rente viagère un an avant la mort d'Albert André. Elle avait aussi la responsabilité de l'appartement de la rue de Rochechouart et de l'ancien atelier de Montmartre, rue Duperré. Elle put compter sur l'aide de George et Adèle Besson, amis du peintre André. Après le décès d'Adèle Besson survenu le jour du legs Besson au musée du Louvre en décembre 1964, elle s'occupa de George Besson comme elle l'avait fait des André, puis l'épousa le 30 avril 1971 quelques mois avant sa mort. Il écrivit ces mots élogieux : « Que dire de l'inestimable héritage de tendresse — je n'ose dire de ferveur — mais sûrement de sourires et de lumière qu'est devenue la présence de l'astucieuse Jacqueline habile à dresser les écrans qui dissimulent les approches de la nuit éternelle ». Dans le même esprit qu'Albert André, George Besson l'avait investie d'une mission. « Comme son époux, Jacqueline George-Besson s'est sentie dépositaire des œuvres. Elle en avait la jouissance, estimait-elle, mais pas la propriété matérielle. Celles qu'il lui léguait devaient être impérativement transmises à la Collectivité. »
Jacqueline fit ensuite plusieurs dons aux musées de Saint-Denis, Besançon et Montbéliard. « Dans ces années de solitude acceptée, elle reprit goût à la peinture, qui ne l'avait jamais vraiment quittée. Le musée de Bagnols-sur-Cèze s'avéra être le révélateur de son talent. C'est avec profit qu'elle se « frotta » aux œuvres de ses illustres prédécesseurs pour en sortir grandie. Ainsi avait fait Albert André avec ses amis dans les années 1895-1914 : il peignait régulièrement avec Renoir, Marquet, Bonnard. Saine émulation. ». Elle précisa que « partageant mon temps entre Paris, Bagnols et Laudun, j'arrivais à faire un peu de peinture que je signais Bret-André, raccourcissant mon nom. J'envoyais une toile chaque année au Salon d'automne depuis 1955 et, en 1956, je fus nommée sociétaire. J'ai rarement exposé, n'ayant jamais eu le temps de bien travailler, mais ce qui m'a toujours intéressée c'est le portrait, la connaissance d'un individu. Quelle chose merveilleuse qu'un visage, ses traits, ses expressions, son attitude, mais quelle difficulté ! ».
En 1980 elle écrivit : « Le musée de Bagnols prend maintenant un nouveau départ. Il est en de bonnes mains et son avenir ne m'inquiète plus. Je le vois au contraire s'étendre, prendre plus d'importance grâce à une animation intelligente qui attirera la jeunesse ». Et en 1985, dans son testament, elle précisa : « Je dois tout à Albert André et c'est pourquoi tout doit lui revenir. »

## Ecrits
- Hommage - souvenir à Albert André : 1869-1954, l'artiste-peintre et l'ami de Renoir / Ville de Cagnes-sur-Mer, Château-Musée, Édition Cagnes-sur-Mer : Château-Musée, 1958, contient : "Albert André : 1869-1954" par George Besson. - "Le Musée de Bagnols-sur-Céze" par Jacqueline Bret-André
- Musée de Bagnols-sur-Cèze : donation George et Adèle Besson / [rédigé par Jacqueline George Besson], Uzès (B.P., 30700) : H. Peladan, 1975
- Bret-André : peintures à l'huile, pastels, aquarelles, dessins : 11 avril-1er juin 1975, Musée municipal d'art et d'histoire... Saint-Denis... Saint-Denis : Musée municipal d'art et d'histoire, 1975

## Hommage
- Une rue est nommée Jacqueline Bret-André dans la commune de Bagnols-sur-Cèze